# Stribet knivkæbefisk
Stribet knivkæbefisk (Oplegnathus fasciatus) er en strålefinnet fisk i knivkæbefiskfamilien (Oplegnathidae). Den er hjemmehørende i det nordvestlige Stillehav, fra Japan og Korea til Taiwan og Hawaii. Den findes også sjældent i Middelhavet ved Malta og i det nordlige Adriaterhav. Fisken er fundet første gang i Middelhavet i 2009 og er måske ankommet dertil med ballastvand fra skibe.
Den lever på kystnære stenrev på dybder fra 1 til 10 m. Unge fisk af arten kan findes sammen med drivende tang. Stribet knivkæbefisk kan nå en længde på op til 80 cm, og den største registrerede vægt er 6,4 kg. Den har lyse og mørke lodrette striber som fiskearten har sit navn fra. Stribet knivkæbefisk spiser hovedsageligt hvirvelløse dyr med hård skal, såsom krebsdyr og bløddyr. Det er en kommercielt vigtig spisefisk, som både fiskes og opdrættes. Den er også eftertragtet af sportsfiskere.
I november 2022 blev et eksemplar fanget i Kattegat nord for Læsø. Det var det første fund af arten i Atlanterhavsområdet. Også her anføres at fisken kan være transporteret i et skibs ballastvand som en mulig forklaring.